# رفيف حمدي
رفيف حمدي، ممثلة مصرية .

## عن حياته
لها العديد من الأعمال التلفزيونية والمسرحية والسينمائية .

## من أعماله

### المسلسلات
- سرايا عابدين
- خيبر
- الإمام الغزالي
- باب الخلق
- الرحايا حجر القلوب

### المسرحيات
- اللى خايف يروح

### الأفلام
- بوسي كات
- سيجارة

## روابط خارجية
- رفيف حمدي على موقع قاعدة بيانات الأفلام العربية